# St. Martin (Riedenberg)

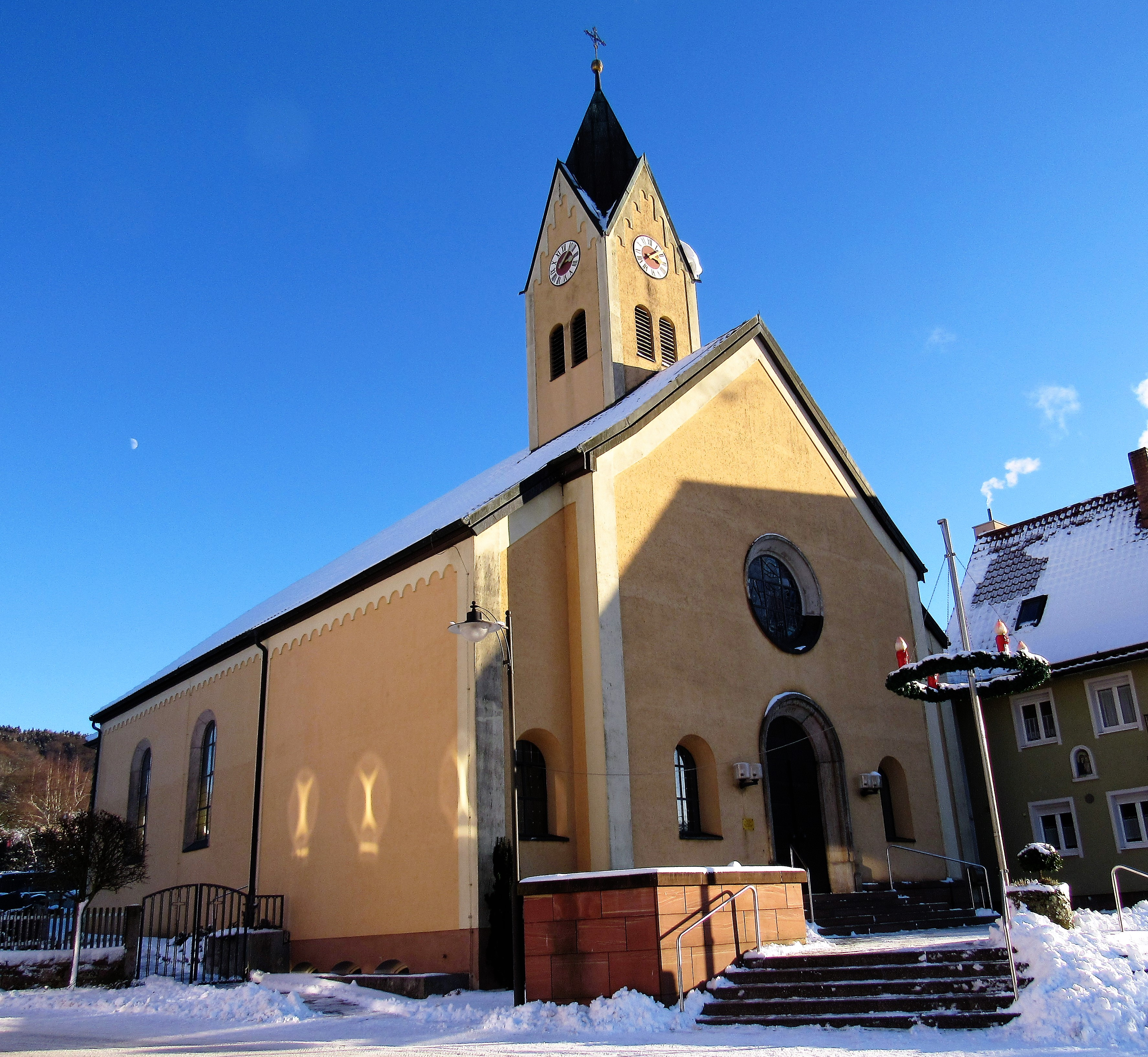
Die Kirche in Riedenberg

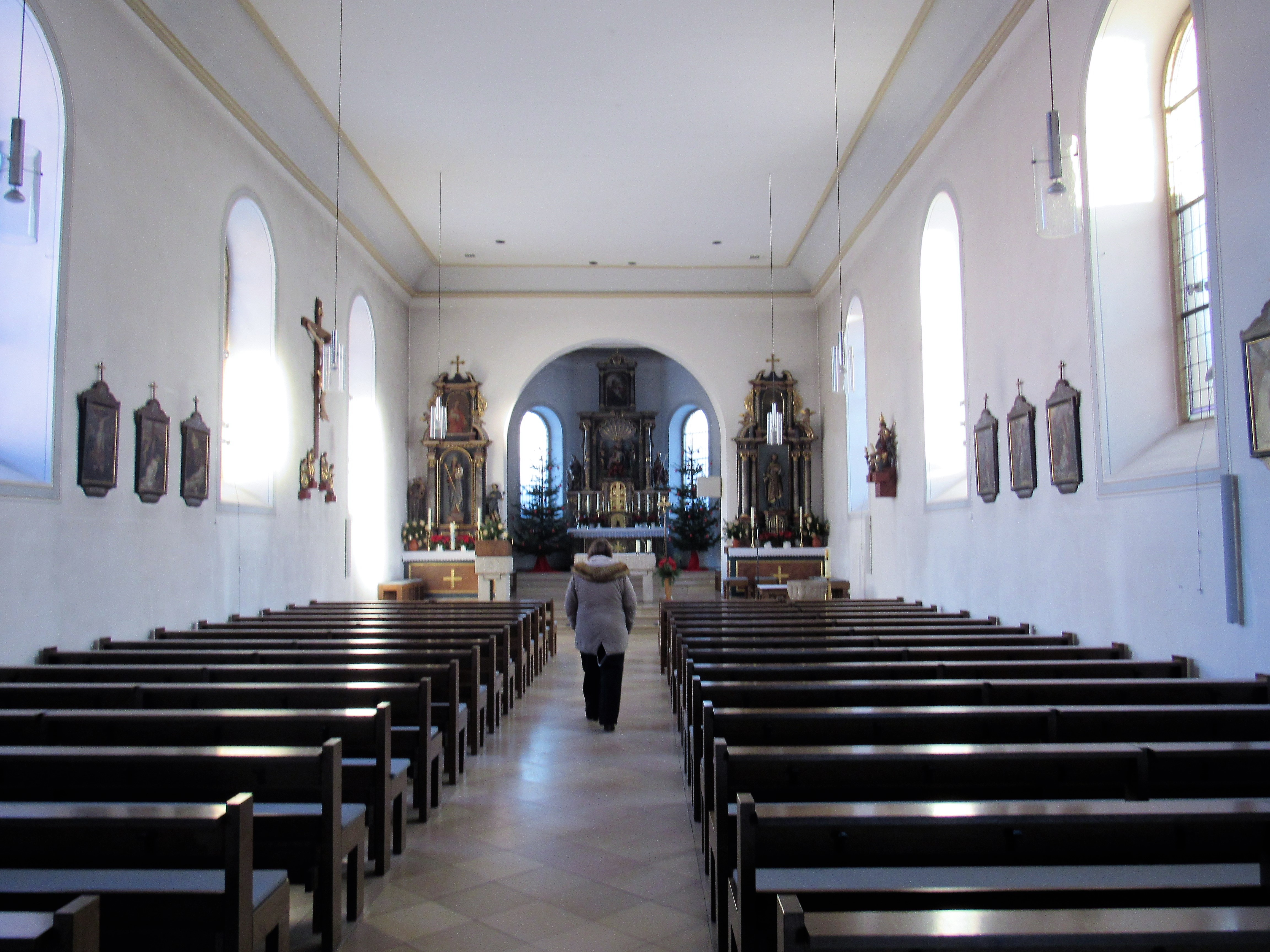
Inneres der Kirche

Die römisch-katholische Kuratiekirche St. Martin ist die Dorfkirche von Riedenberg, einer Gemeinde im unterfränkischen Landkreis Bad Kissingen. Sie gehört zu den Baudenkmälern von Riedenberg und ist zusammen mit dem Grabmal für die Familie Reidelbach und dem Prozessionsaltar auf der Friedhofsmauer unter der Nummer D-6-72-145-4 in der Bayerischen Denkmalliste registriert. Die Kuratie Riedenberg bildet mit den Pfarreien Oberbach und Wildflecken/Oberwildflecken die Pfarreiengemeinschaft Oberer Sinngrund.

## Geschichte
Riedenberg war im 17. Jahrhundert eine Filiale der fuldischen Pfarrei Schondra. Die Riedenberger mussten dort den Gottesdienst besuchen. In den Jahren 1706 bis 1708 wurde dann mit Genehmigung des Würzburger Fürstbischofs Johann Philipp von Greiffenklau eine kleine Kirche in Riedenberg erbaut. Die Seelsorge wurde bis zum Jahr 1829 von Franziskanern der Klöster Kreuzberg und Volkersberg übernommen. Im Jahr 1723 wurde Oberriedenberg durch Vertrag zwischen der Fürstabtei Fulda und dem Bistum Würzburg von Schondra nach Oberbach umgepfarrt. Unterriedenberg blieb zunächst bei Schondra, später Bad Brückenau, und wurde erst 1830 ebenfalls der Pfarrei Oberbach zugeordnet. Im gleichen Jahr wurde die Kaplanei Riedenberg eingerichtet, da die beiden Klöster die Seelsorge nicht mehr sicherstellen konnten. Im Jahr 1897 kam es zu einer Erweiterung der Kirche. Sie wurde um den heutigen Chor nach Westen verlängert. Gleichzeitig wurde eine neue Sakristei an der Südseite des Chors und westlich über dem Langhaus ein Kirchturm als Dachreiter errichtet. Die alte Sakristei an der Nordseite des Langhauses wurde abgerissen. Im Jahr 1958 wurde Riedenberg zur Kuratie. Von 1958 bis 1960 fand eine Kirchenrenovierung statt, bei der der schief gewordene Dachreiter erneuert wurde. Nach zwei nicht verwirklichten Planungen 1964 und 1966 erhielt die Kirche 1977 durch die Architekten Beyrichen und Stöhlein aus Bad Kissingen einen westlichen, verbreiterten Anbau an das Langhaus. Am 13. November 1977 weihte Bischof Josef Stangl den erweiterten Kirchenbau ein. Im Jahr 1989 war erneut eine Außenrenovierung notwendig.

## Beschreibung
Die Kirche ist nach Osten ausgerichtet. Der Hochaltar ist ein Werk von Franz Driesler aus Würzburg und entstand 1903. In seiner Mitte befindet sich eine Pietà (um 1700), umrahmt von Figuren des heiligen Johannes (rechts) und der heiligen Maria Magdalena (links). Auf dem rechten Seitenpodest sieht man den Kirchenpatron (geschaffen 1885 durch den Bildhauer Ferdinand Stofflesser aus St. Ulrich im Grödner Tal), auf dem linken den heiligen Josef mit Jesus. Über der Pietà erkennt man ein Gemälde der Heiligen Familie. Den Zelebrationsaltar und den Ambo fertigte 1977 der Bildhauer Manfred Kessler aus Stangenroth. Am rechten Seitenaltar steht eine weitere Figur des heiligen Josef unter einem Gemälde des heiligen Aloisius, am linken die Muttergottes, eingerahmt vom heiligen Wendelin (rechts) und vom heiligen Antonius (links) unter einem Gemälde der heiligen Agnes. Der Taufstein trägt die Jahreszahl 1724. Im Langhaus hinten rechts sind die vier Evangelisten von der heute entfernten Kanzel angebracht, hinten links die Muttergottes aus der Bergkapelle (alle um 1700 entstanden). Das Glasfenster "St. Martin" über dem westlichen Hauptportal malte Helmut Nitzsche aus Schwarzenfels 1977.

## Orgel
Die Orgel wurde im Jahr 1991 von der Firma Weiß und Söhne aus Zellingen erbaut. Ihre 21 Register folgen dem romantisch-französischen Klangideal. Es handelt sich um eine Schleifladenorgel mit mechanischer Spiel- und elektrischer Registertraktur. Das Instrument ist wie folgt disponiert:
| I Hauptwerk C–g3 |    |
| Montre           | 8′ |
| Flute harmonique | 8′ |
| Octave           | 4′ |
| Flute à fuseau   | 4′ |
| Cor de nuit      | 2′ |
| Mixture IV       | 2′ |
| Trompette        | 8′ |

| II Schwellwerk C–g3 |        |
| Bourdon             | 8′     |
| Salicional          | 8′     |
| Unda maris (ab g)   | 8′     |
| Octave              | 4′     |
| Flute à traversière | 4′     |
| Nasard              | 2 ⁄3′  |
| Flageolett          | 2′     |
| Tierce harmonique   | 1 3⁄5′ |
| Plein jeu IV        | 1 ⁄3′  |
| Basso-Hautbois      | 8′     |
| Tremulant           |        |

| Pedal C–f1 |     |
| Sousbasse  | 16′ |
| Octave     | 8′  |
| Flute      | 4′  |
| Trombone   | 16′ |

- Koppeln: II/I, I/P, II/P, II/P oberk.
- Spielhilfe: 16fache elektronische Setzeranlage als Druckknöpfe und Pistons